# قرار مجلس الأمن التابع للأمم المتحدة رقم 686
قرار مجلس الأمن التابع للأمم المتحدة رقم 686، اعتمد في 2 مارس 1991، بعد التأكيد على قراراته 660، 661، 662، 664، 665، 666، 667، 669، 670، 674، 677 و678 (جميعها في 1990)، إذ يلاحظ المجلس توقف عمليات القتال الهجومية ضد العراق ويؤكد استمرار السريان الكامل لمفعول وأثر جميع القرارات الاثنا عشر.
طالب المجلس، بتنفيذ العراق لقبوله جميع القرارات الاثنا عشر، وأن يقوم على الفور بإلغاء إجراءاته الرامية إلى ضم الكويت؛ أن يقبل من حيث المبدأ مسؤوليته، بموجب القانون الدولي، عن أية خسارة أو ضرر أو أضرار ناجمة بالنسبة للكويت ودول ثالثة ورعاياها وشركاتها نتيجة لغزو العراق للكويت واحتلاله غير الشرعي لها؛ أن يقوم، على الفور، وتحت رعاية لجنة الصليب الأحمر الدولية، أو جمعيات الصليب الأحمر أو جمعيات الهلال الأحمر، بإطلاق سراح جميع الكويتيين ورعايا الدول التالفة الذين احتجزهم العراق وأن يعيد أية جثث للموتى من الكويتيين ورعايا الدول الثالثة الذين احتجزهم على ذلك النحو؛ أن يبدأ على الفور في إعادة جميع الممتلكات الكويتية التي استولى عليها العراق وأن ينتهي من إعادتها في أقصر فترة ممكنة.
طالب القرار 686 أن يقوم العراق بما يلي؛
(أ) وقف الأعمال العدوانية أو الاستفزازية التي تقوم بها قواته ضد جميع الدول الأعضاء، بما في ذلك هجمات الصواريخ وطلعات الطائرات المقاتلة؛
(ب) تحديد قادة عسكريين لكي يجتمعوا مع نظرائهم من قوات الكويت والدول الأعضاء المتعاونة مع الكويت عملا بالقرار 678 (1990) لاتخاذ ترتيبات تتعلق بالجوانب العسكرية لوقف أعمال القتال في أبكر وقت ممكن؛
(ج) اتخاذ ترتيبات من أجل تيسير الوصول الفوري إلى جميع أسرى الحرب وإطلاق سراحهم تحت رعاية لجنة الصليب الأحمر الدولية وإعادة أية جثث للموتى من أفراد قوات الكويت والدول الأعضاء المتعاونة مع الكويت عملا بالقرار 678 (1990)؛
(د) تقديم كل ما يلزم من معلومات ومساعدة فيما يتعلق بتحديد مواقع الألغام والشراك الخداعية وغيرها من المتفجرات العراقية، فضلا عن أية أسلحة ومواد كيميائية وبيولوجية في الكويت وفي أنحاء العراق التي توجد فيها بصفة مؤقتة قوات الدول الأعضاء المتعاونة مع الكويت عملا بالقرار 678 (1990)، وفي المياه المجاورة.
كما طلب المجلس إلى جميع الدول الأعضاء، فضلا عن الأمم المتحدة، والوكالات المتخصصة وغيرها من المؤسسات الدولية في منظومة الأمم المتحدة، أن تتخذ جميع الإجراءات اللازمة للتعاون مع حكومة وشعب الكويت في إعادة تعمير بلدهما، مقررا أن يقوم العراق بإخطار الأمين العام ومجلس الأمن عندما يكون قد اتخذ الإجراءات الواردة أعلاه.
مرر القرار بموافقة 11 عضو مقابل اعتراض من كوبا وامتناع ثلاثة أعضاء هم الصين والهند واليمن.
قدم العراق لاحقاً تنازلات في 5 مارس بما فيها إلغاء جميع القوانين والأحكام القضائية والقواعد التي طبقت على الكويت ولا سيما قرار الضم.

## روابط خارجية
- نظر القرار على UN.org (PDF)
- مقاتل من الصحراء (الجزء 1) و (الجزء 2)